# Stora Grundören
Stora Grundören är en ö i Finland.   Den ligger i den ekonomiska regionen  Jakobstadsregionen  och landskapet Österbotten, i den centrala delen av landet, 400 km norr om huvudstaden Helsingfors. Arean är 1,5 kvadratkilometer.
Terrängen på Stora Grundören är mycket platt. Den sträcker sig 1,9 kilometer i nord-sydlig riktning, och 1,3 kilometer i öst-västlig riktning.  I omgivningarna runt Stora Grundören växer i huvudsak blandskog.